# Neckera cymbifolia
Neckera cymbifolia là một loài rêu trong họ Neckeraceae. Loài này được (Sull.) Müll. Hal. mô tả khoa học đầu tiên năm 1875.